# Dolichozele koebelei
Dolichozele koebelei är en stekelart som beskrevs av Henry Lorenz Viereck 1911. Dolichozele koebelei ingår i släktet Dolichozele och familjen bracksteklar. Inga underarter finns listade i Catalogue of Life.